# Bekleidungstheorie

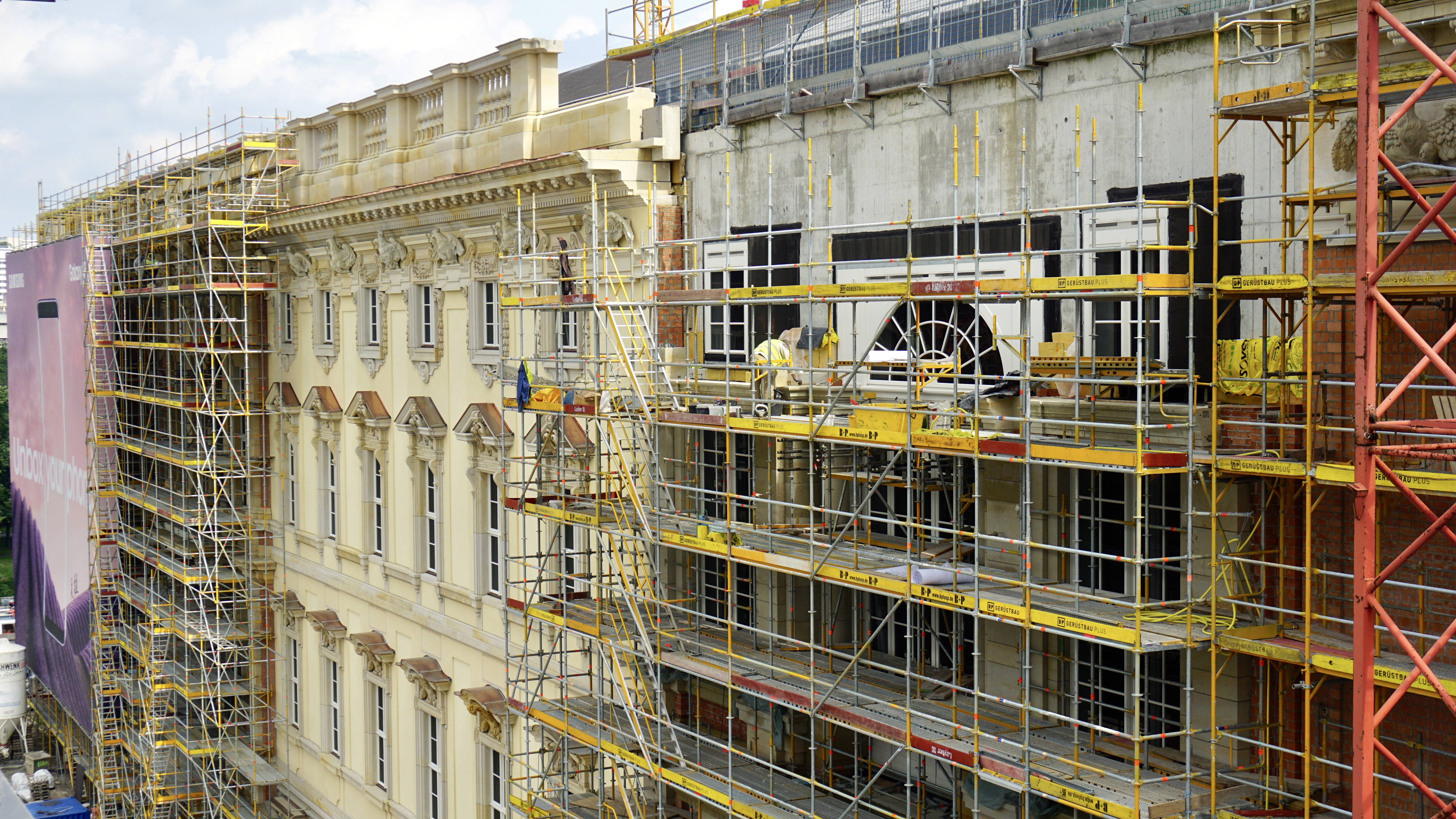
Bekleidung der Stützkonstruktion aus Stahlbeton am Beispiel des Berliner Schlosses

Die Bekleidungstheorie ist in der Architekturtheorie ein Konzept, das das äußerlich Sichtbare wie die Fassaden eines Gebäudes als Bekleidung des Bauwerks begreift. Der Gebäudekörper wird also als nackt aufgefasst und muss bekleidet werden. Damit wird auf das Prinzip des Um- und Verhüllens bei Kleidung angespielt. Die Theorie wurde maßgeblich von Gottfried Semper entwickelt.

## Inhalt
Für Semper lag der Ursprung der Architektur in einem stoffbehängten Gerüst, das sich später zu einem aus Stein gebauten Haus mit Wand, Boden und Decke entwickelte. Letztere stellten Gestaltungsmittel dar und wurden von Semper im architektonischen Raum strikt getrennt. Er wertete außerdem das Verhältnis von der eigentlichen Stützkonstruktion eines Bauwerks und der Fassade um und sah einen Zusammenhang zwischen dem Wort „Wand“ und „Gewand“.
Diese Sichtweise prägte besonders die Zeit um 1900 und bildete einen deutlichen Niederschlag und bedingte eine praktische Weiterentwicklung der formalen Ausdrucksweise in Europa. Sempers Trennung des architektonischen Raumes in Boden, Wand und Decke, seine Bekleidungstheorie und die Auseinandersetzung um Farbe und Ausdruck von Architektur, wie im Polychromiestreit, ist ein Ausgangspunkt der Architekturdiskussion des beginnenden 20. Jahrhunderts.
Die Theorie beschreibt außerdem das Verhältnis von architektonischem Kern und Hülle, von Ornament und Struktur. Semper wird gemeinhin das Verdienst zugesprochen, dieses Verhältnis umgewertet zu haben.
Die Bedeutung der umhüllenden Oberfläche liegt nicht länger nur in der architektonischen Formfindung, sondern vor allem in der Anordnung der räumlichen Komponenten eines Baukörpers. Der Hülle wird mehr und besondere Bedeutung zugesprochen, da der Kernpunkt des Erscheinungsbildes eines Gebäudes für Semper in der Hülle, also dem Dekorativ liege. Die geschmückte Fassade wird zum textilen, also umhüllenden Derivat. Semper schließt in diesem Sinne seine Ausführungen zum Thema im Jahr 1849 mit den Worten: „Bekleidung der Mauern war also das Ursprüngliche, seiner räumlichen, architectonischen Bedeutung nach das Wesentliche; die Mauer selbst das Sekundäre.“ Es sei „gewiss, dass die Anfänge des Bauens mit den Anfängen der Textrin (Anm. der textilen Kunst) zusammenfallen“. Dabei sollte die Konstruktion mitunter nicht vollständig verdeckt werden, sondern ihre Funktion betont, aber bekleidet werden.
Im Laufe des 20. Jahrhunderts wurde die Grundidee der Theorie im Zuge der Moderne und Postmoderne nahezu vollständig negiert. Erst in den letzten Jahrzehnten gewinnt sie beispielsweise in der neohistoristischen Architektur wieder an Bedeutung.